# BV Orca's Urk
BV Orca's is een Nederlandse amateurbasketbalvereniging. Het eerste herenteam speelt in de eerste klasse. Het eerste damesteam speelt in de eerste divisie. 
Van 1983 tot 1992 speelde de club in de Eredivisie. De beste prestatie van de club was de derde plaats in het reguliere seizoen 1986-1987.

## Erelijst
| Competitie      | Winnaar | Winnaar          | Runner-up | Runner-up                    |
| Competitie      | Aantal  | Jaren            | Aantal    | Jaren                        |
| --------------- | ------- | ---------------- | --------- | ---------------------------- |
| Nationaal       |         |                  |           |                              |
| Promotiedivisie | 3×      | 1983, 1998, 2013 |           |                              |
| Eerste divisie  | 2×      | 1982, 1996,      | 5×        | 1981, 1995, 2006, 2011, 2012 |

## Eindklasseringen
- 1982 1e
Eerste divisie
- 1983 1e
Promotiedivisie
- 1984 6e
Eredivisie
- 1985 8e
Eredivisie
- 1986 9e
Eredivisie
- 1987 3e
Eredivisie
- 1988 5e
Eredivisie
- 1989 8e
Eredivisie
- 1990 6e
Eredivisie
- 1991 10e
Eredivisie
- 1992 12e
Eredivisie
- 1993 5e
Eerste divisie
- 1994 3e
Eerste divisie
- 1995 2e
Eerste divisie
- 1996 1e
Eerste divisie
- 1997 9e
Promotiedivisie
- 1998 1e
Promotiedivisie
- 1999 9e
Promotiedivisie
- 2000 12e
Promotiedivisie
- 2001
- 2002
- 2003
- 2004
- 2005 11e
Eerste divisie
- 2006 2e
Eerste divisie
- 2007 13e
Promotiedivisie
- 2008 13e
Promotiedivisie
- 2009 9e
Eerste divisie
- 2010 4e
Eerste divisie
- 2011 2e
Eerste divisie
- 2012 2e
Eerste divisie
- 2013 1e
Promotiedivisie
- 2014 8e
Promotiedivisie
- 2015
- 2016
- 2017
- 2018
- 2019
- 2020
- 2021
- 2022

- Eredivisie
- Promotiedivisie
- Eerste divisie

## Spelersprijzen
Eredivisie Rookie of the Year
- Marcel Huijbens – 1989

## Bekende spelers
- Worthy de Jong
- Glenn Pinas
- Bart van Schaik